# Pekka Sarmanto

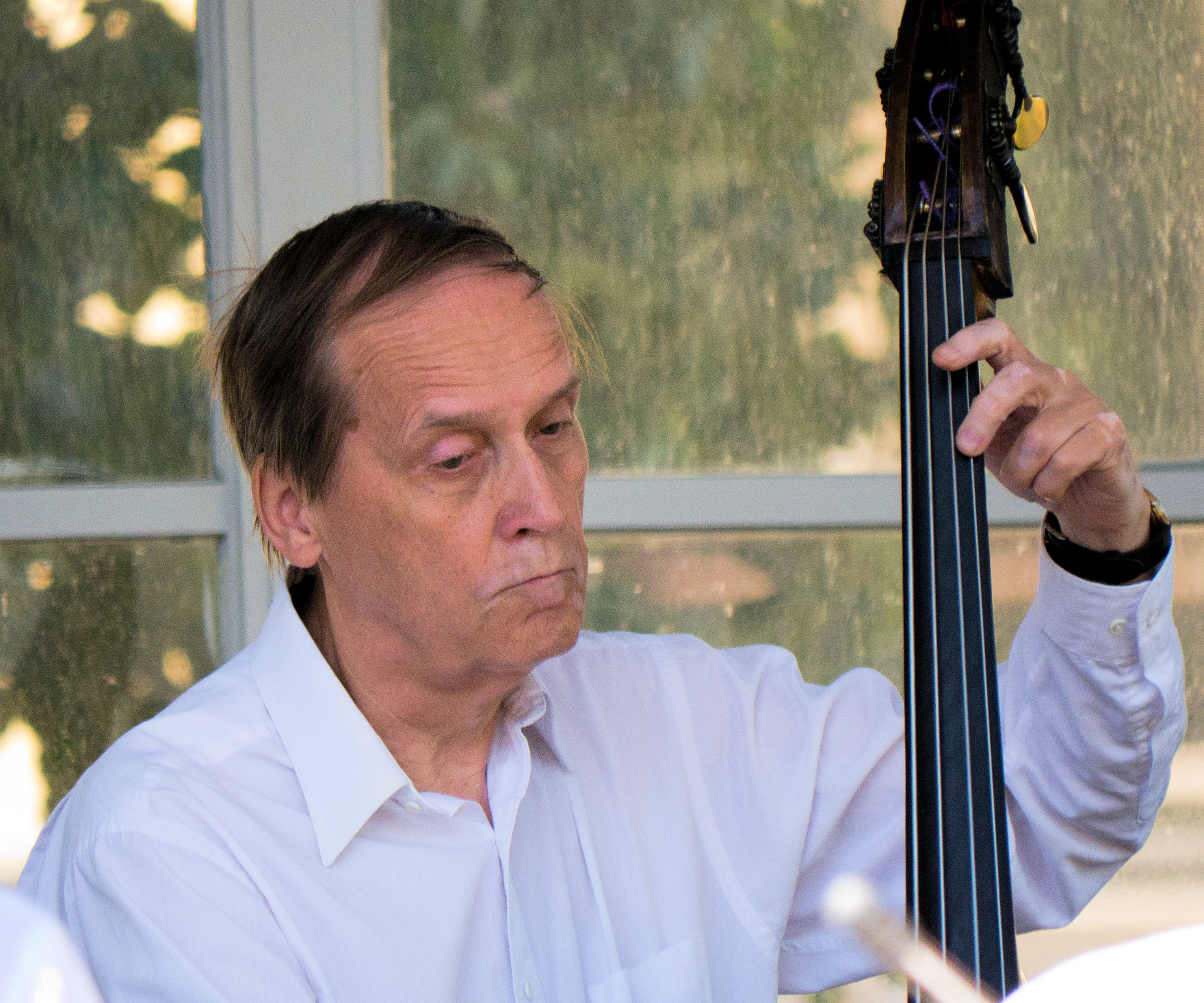
Pekka Sarmanto (2011)

Pekka Eerik Juhani Sarmanto (* 15. Februar 1945 in Helsinki) ist ein finnischer Jazzbassist.
Sarmanto studierte von 1958 bis 1964 klassische Violine an der Sibelius-Akademie, bevor er zum Kontrabass wechselte. Er spielte dann zunächst Tanzmusik, wurde aber bald von Bandleadern wie Eero Koivistoinen und Esa Pethman zu Auftritten in Jazzclubs eingeladen. 
1967 wurde er Mitglied der Hausband des Down Beat Club, wo er Musiker wie Ben Webster und Dexter Gordon begleitete. Seit der Gründung 1975 gehört er dem UMO Jazz Orchestra an. Mit dem Orchester begleitete er zahlreiche international bedeutende Jazzmusiker, die in Finnland gastierten. Daneben trat er auch mit Charles Mingus (in Belgrad), Gil Evans, Dizzy Gillespie, Edward Vesala und Sonny Rollins auf. 
1978 erhielt er den Georgie Award der Finnischen Jazzföderation. 1982 wirkte er am Album To A Finland Station von Dizzy Gillespie und Arturo Sandoval mit. 1996 gründete er das Pekka Sarmanto Trio.